# Smythrapporten

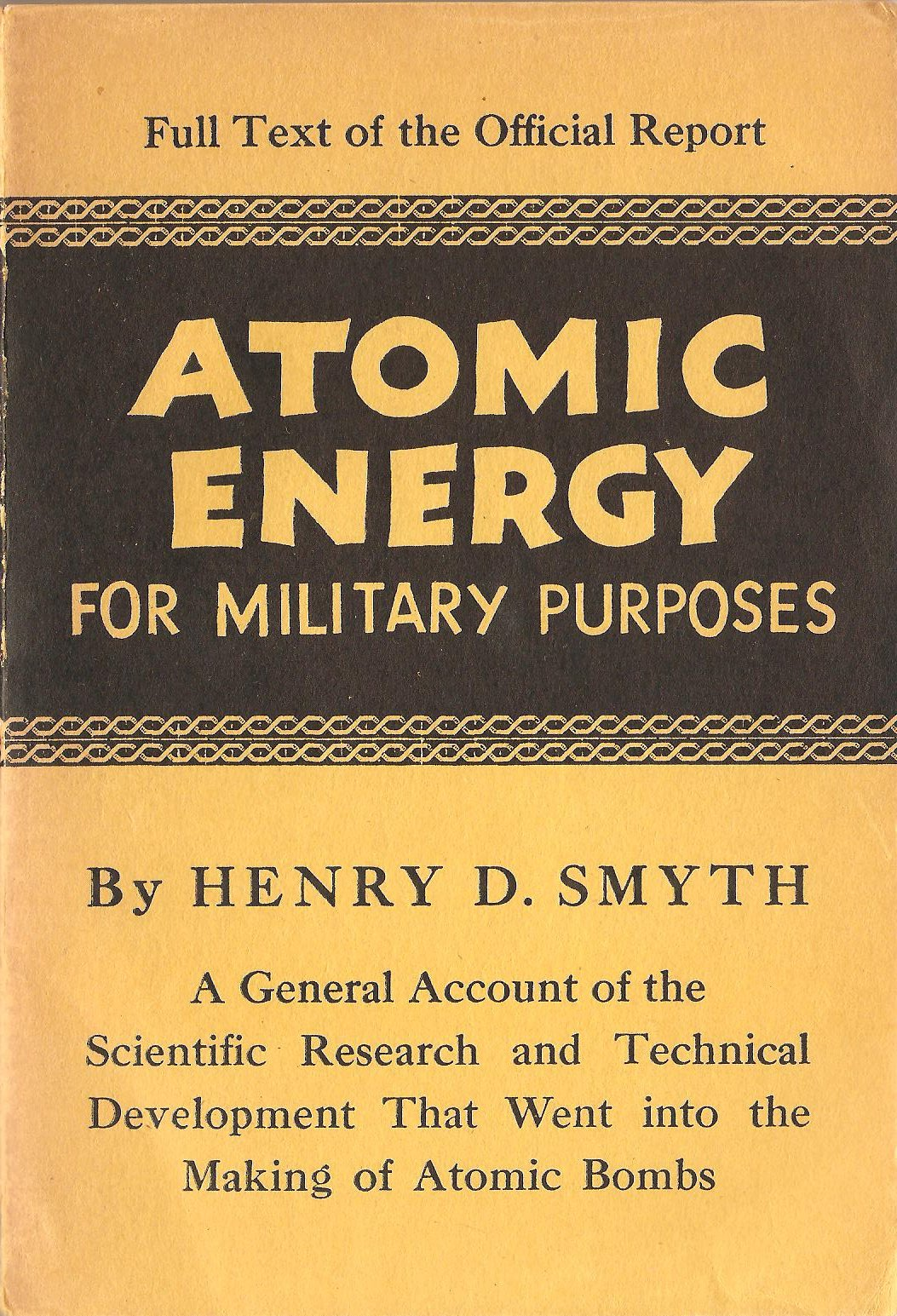
Princetonutgåvan

Smythrapporten var en offentlig beskrivning av Manhattanprojektet och dess historia som publicerades 12 augusti 1945, bara sex dagar efter atombomben över Hiroshima detonerade. Rapporten som hade det fullständiga namnet Atomic Energy for Military Purposes - The Official Report on the Development of the Atomic Bomb under the Auspices of the United States Government, 1940-1945 skrevs av fysikern Henry DeWolf Smyth.
Chefen för Manhattanprojektet, general Leslie Groves gav Smyth i uppgift att skriva rapporten när han var verksam vid Los Alamos National Laboratory. Rapporten kom till av två skäl. För det första insåg man att det hemlighållna projektet skulle dra till sig ett oerhört intresse när det första kärnvapnet sattes in. Smythrapporten var därför avsedd att vara den officiella historieskrivningen och offentliggörandet av projektet, dess anläggningar och den grundläggande fysiken bakom kärnvapnen. För det andra var rapporten avsedd att vara vägledande för projektets forskare och tekniker vad som var tillåtet att säga offentligt, när projektets existens väl avslöjats. Smythrapporten innehöll därför mycket information som redan fanns i den öppna forskningslitteraturen, såsom grundläggande kärnfysik.
Rapporten hade granskats noga före den offentliggjordes, för att inte avslöja information som skulle kunna spela andra länder i händerna. Rapporten innehöll inga detaljer kring själva vapnens detaljutformning och första utgåvan innehöll knappast några illustrationer. Trots detta var flera amerikanska politiker kritiska och ansåg att Smythrapporten hade avslöjat atombombens hemlighet. Smythrapporten tilldrog sig också mycket intresse i andra länder som formulerade egna kärnvapenambitioner, exempelvis Sovjetunionen.
Rapporten gavs ut av Princeton, såldes i nästan 127 000 exemplar i USA, och har översatts till över 40 andra språk.